# Proposição
Proposição é um termo usado em lógica para descrever o conteúdo de asserções. Uma asserção é um conteúdo que pode ser tomado como verdadeiro ou falso. Asserções são abstrações de sentenças não linguísticas que a constituem. A natureza das proposições é altamente controversa entre filósofos, muitos dos quais são céticos sobre a existência de proposições. Muitos lógicos preferem evitar o uso do termo proposição em favor de usar sentença. 
Diferentes sentenças podem expressar a mesma proposição quando têm o mesmo significado. Por exemplo, "A neve é branca" e "Snow is white" são sentenças diferentes, mas ambas dizem a mesma coisa, a saber, que a neve é branca. Logo, expressam a mesma proposição. Outro exemplo de sentença que expressa a mesma proposição que as anteriores é "A precipitação de pequenos cristais de água congelada é branca", pois "precipitação de pequenos cristais de água congelada" é a definição de "neve". 
Na lógica aristotélica uma proposição é um tipo particular de sentença, a saber, aquela que afirma ou nega um predicado de um sujeito. 
Proposições são usualmente consideradas como o conteúdo de crenças e outros pensamentos representativos. Elas também podem ser o objeto de outras atitudes, como desejo, preferência, intenção, como em "Desejo um carro novo" e "Espero que chova", por exemplo.
Também não é raro contrastar com a noção de proposição como conteúdo mental a noção de proposições russellianas. De facto, boa parte da discussão em torno da natureza da proposição travada no século XX e contemporaneamente, oscila e, por vezes, tenta conciliar ambas noções.

## Objeções às proposições
Muitos filósofos e linguistas alegam que a noção de proposição é muito vaga ou inútil. Para eles, é apenas um conceito enganador que deve ser removido da filosofia e da semântica. Quine demonstrou que a indeterminação da tradução impede qualquer discussão com sentido de proposição e que a mesma deve ser descartada em favor das sentenças. 
Todavia, como em réplica diz Alvin Plantinga (em The Nature of Necessity, Oxford:Clarendon Press,1974):
"Na medida em que a alegada debilidade [a falta de um claro critério de identidade] pode tornar-se toleravelmente clara, trata-se de uma debilidade que proposições compartilham com eléctrons, montanhas, guerras -- e sentenças." (p.1)
Por fim, ressalta-se que proposições filosóficas, não se confundem com as proposições de raciocínio lógico matemático. São matérias distintas. 
Nas proposições lógicas apenas são válidas frases declarativas (com sujeito e predicado definidos) frases com sujeito oculto não são proposições. Exemplo de uma proposição lógica válida: O Brasil é um país do continente americano. Agora, vejamos uma frase inválida como proposição: x é um número ímpar. Frase declarativa, porém x é sujeito indefinido, logo é uma sentença aberta, não se sabe o valor e não poderá ser considerada uma sentença lógica. Assim ocorre com frases com sujeito oculto como: Serei campeão. (eu sujeito oculto) sentença aberta, não se sabe quem é o sujeito, não é válida como uma proposição lógica.